# شان اسکالی
شان اسکالی (به انگلیسی: Shawn Skelly) (زاده ۱۹۶۶) افسر نیروی دریایی و سیاستمدار آمریکایی است. او در سال ۲۰۲۱ به سمت دستیار وزیر دفاع در امور آمادگی و مدیریت نیرو آمریکا انتخاب شد.
او یک زن ترنس است.